# Audi Sport Italia
Audi Sport Italia è una squadra corse con licenza di San Marino che ha sede a Nibbiola (Novara); oltre 40 anni di attività ne fanno una delle équipe di più lunga militanza nell'automobilismo nazionale e quella da più tempo continuativamente legata alla casa automobilistica di Ingolstadt.

## Gli esordi
Il team è nato all'inizio del 1984 e da allora è guidato da Emilio Radaelli, un co-pilota di rally che nella stagione 1981 aveva affiancato il pilota Michele Cinotto (al tempo fresco vincitore del Trofeo A112 Abarth) su una Quattro ufficiale di Audi Sport in gare valide per i campionati italiano, europeo e mondiale, esordendo al rally della Costa Smeralda con un quarto posto.

## Attività nei rally
Roland Gumpert durante la sua direzione di Audi Sport propose al co-pilota italiano di gestire un team per partecipare a gare in Europa ed Italia. Per il neonato Audi Sport Team Italien, quasi subito ribattezzato Audi Sport Europa Team, la prima vittoria giunse all'esordio in Spagna al rally Costa Brava 1984 con Cinotto al volante di una Quattro Gruppo B a trazione integrale.
Il rallista romagnolo Bruno Bentivogli in coppia con Steve Evangelisti si aggiudicò i titoli italiani di Gruppo A nel 1985 e 1986, al volante della 80 Quattro e della Coupé Quattro. A partire dalla stagione 1988 e fino al 1990 la scuderia allora basata a Meldola (FC), ha preparato e seguito le Coupé Quattro e le 90 Quattro con cui la pilotessa Paola De Martini si è fatta conoscere grazie ad una vittoria assoluta al rally di San Marino del 1988 valido per l'europeo, per poi lanciarsi nel mondiale.
L'affievolirsi dell'impegno Audi Sport nei rally convinse la squadra a spostarsi verso gare in cui fosse determinante l'affidabilità delle vetture, più che le loro prestazioni. Uscito dal mondiale all'epoca incentrato sul confronto tra Lancia Delta Integrale e Toyota Celica, il team nell'African Rally Championship riuscì ad assicurare al marchio dei quattro anelli cinque titoli FIA continentali: le corone piloti (1992 con Aldo Riva), costruttori (1992 e 1993) e co-piloti (1992 e 1993 con Chicco Roveda).

## Attività in pista
Intanto la squadra aveva iniziato ad interessarsi alle competizioni in circuito, ma affidandosi a un rallista come Michele Rayneri: sulla Volkswagen Golf il pilota piemontese vinceva la propria classe nel campionato CIVT 1989. Era l'inizio di un periodo fortunato sulle piste italiane per questo modello: sulle Golf salivano infatti due piloti emergenti destinati a rapidissima fama come Rinaldo "Dindo" Capello (campione CIVT nel 1990) e Tamara Vidali (campionessa femminile su Golf, prima di vincere il titolo assoluto con un'Alfa Romeo nel 1992).

### Superturismo
Nel 1994 assume la denominazione attuale di Audi Sport Italia. In Germania Audi era uscita dal campionato tedesco DTM durante la stagione 1992 e dal 1993 era entrata nella categoria Superturismo, diretta concorrente dello stesso DTM. Tra le serie in cui venne deciso di schierare il nuovo modello 80 Quattro Competition nel 1994 c'era il Campionato italiano superturismo e l'esordio di Audi Sport Italia e del neo-acquisto ex-Formula 1 Emanuele Pirro, proveniente dalla rivale BMW, si rivelava vincente. Passato alla guida della A4 Quattro il pilota romano siglava il bis nel 1995, mentre Capello faceva tris nel 1996, aggiudicandosi nell'ultima memorabile gara a Vallelunga il tricolore piloti, primo titolo nella lunga carriera del driver piemontese. In seguito Audi usciva dalle gare Superturismo per dedicarsi a tempo pieno a Le Mans e alle corse endurance e il team metteva in garage a fine 1998 la A4 a trazione anteriore e andava per alcune stagioni agonistiche ad affiancare altri marchi del gruppo Volkswagen.

### Superstars
Nel 2006, il team rimetteva in moto le Audi: due RS4 a trazione integrale iscritte nel campionato Superstars concepito ed organizzato dalla FG Sport di Maurizio Flammini. Le RS 4 dopo un titolo team nella stagione di esordio 2006 hanno ottenuto due titoli piloti consecutivi nelle stagioni di gare 2007 e 2008 del campionato italiano Superstars, in entrambi i casi grazie a Gianni Morbidelli.
A partire dal 2012 nel campionato Superstars alle RS4 sono subentrate le RS5, a trazione integrale come le precedenti. Con una delle quattro coupé costruite nella sede di Novara affidata a Johan Kristoffersson e seguita dal team del padre (la svedese KMS), il driver scandinavo ha vinto tre titoli piloti: internazionale, italiano e rookies. Nel 2013 toccava a Morbidelli: a sua volta riusciva a portare a casa la coppa del campionato internazionale e quella del tricolore. Nel 2014 la serie di Flammini era però ridimensionata e ri-denominata EuroV8 Series: il pilota ceco Tomas Kostka concludeva secondo una stagione che preludeva alla definitiva cancellazione della categoria.

### Gran Turismo
Audi Sport Italia è stata ininterrottamente presente nella categoria Gran Turismo a partire dal 2009, anno in cui Audi ha presentato una vettura omologata per le competizioni della categoria GT3. La prima vittoria ottenuta da una R8 LMS su una pista italiana è arrivata all'ultimo meeting della stagione 2009: a Monza al volante c'erano Capello ed il portoghese Filipe Albuquerque
. Nel 2011 il lombardo Marco Bonanomi ha ottenuto il primo titolo italiano piloti per Audi nel GT3 precedendo il compagno di colori Andrea Sonvico. 
Nelle stagioni seguenti la squadra ha continuato ininterrottamente a schierare le R8 nelle varie versioni GT3.  ottenendo altre vittorie assolute con al volante i piloti Albuquerque, Andrea Amici, Bar Baruch, Capello,  Pietro Delli Guanti, Mattia Drudi, Kristoffersson, Marcel Faessler, Alex Frassineti, Vittorio Ghirelli, Jamie Green, Marco Mapelli, Rocco Mazzola, Thomas Schoeffler, Benoit Tréluyer ed Emanuele Zonzini. 
Il veneto Riccardo Agostini si è laureato al volante della R8 LMS campione GT3 Sprint del Campionato Italiano Gran Turismo 2020, sebbene abbia dovuto attendere a lungo l'esito favorevole dell'appello presso il Collegio di Garanzia dello Sport a Sezioni Unite del C.O.N.I. per festeggiare. Nel Campionato Italiano Gran Turismo 2021 i risultati di Agostini in coppia con Lorenzo Ferrari hanno portato i due al titolo conduttori nel GT Sprint; gli stessi piloti insieme a Drudi  si sono affermati nella classifica finale del GT Endurance; le cinque vittorie assolute del 2021 hanno anche consegnato alla squadra i titoli riservati al miglior team nei campionati GT Sprint e GT Endurance. Marco Butti e Simone Patrinicola hanno aggiunto all'albo d'oro lo "scudetto" GT3 Am assegnato nella serie GT Sprint  del Campionato Italiano Gran Turismo 2022.